# Erich Eltermann
Erich Eltermann (* 26. Juni 1916 in Danzig; † 19. April 1991) war ein deutscher Politiker (SPD).

## Leben
Eltermann wurde in Danzig geboren, besuchte die Volksschule und absolvierte eine kaufmännische Lehre. Nach dem Zweiten Weltkrieg lebte er in Lübeck und war beruflich als Geschäftsführer tätig. 1962 wurde er in den SPD-Kreisvorstand Lübeck gewählt. 1967 zog er über die SPD-Landesliste in den Landtag Schleswig-Holsteins ein. 1971 wurde er im Wahlkreis Lübeck-Ost direkt in den Landtag gewählt und gehörte ihm bis 1975 an. Eltermann war in Lübeck Mitglied des Wirtschaftsausschusses der Bürgerschaft, außerdem war er Mitglied der Hans-Böckler-Stiftung.